# آیکوت آنهان
آیکوت آنهان (به آلمانی: Aykut Anhan) معروف به هافت بِفِل (آلمانی: Haftbefehl؛ زادهٔ ۱۶ دسامبر ۱۹۸۵ ‏(۳۹ سال) افنباخ آم ماین) رپر اهل آلمان است که اصالت کردی دارد.

## زندگینامه
آنهان در ۱۶ دسامبر ۱۹۸۵ در افنباخ آم ماین در آلمان به دنیا آمد. مادرش اصالتاً زازا و کرد است و پدرش اهل شرق ترکیه. او تحصیل در مدرسه را به پایان نبرد و در سال ۲۰۰۶ در شرایطی که قرار بود به زندان بیفتد به استانبول فرار کرد. پس از آن به آمستردام و آرنهم در هلند رفت و در همین گیرودار مشغول نوشتن رپ شد. نهایتاً به افنباخ آم ماین بازگشت و مدتی به عنوان تعمیرکار خودرو کار کرد و سپس یک بنگاه شرط‌بندی راه انداخت. در این زمان بود که شروع به ضبط آهنگ‌هایش هم کرد. اولین آلبومش را در سال ۲۰۱۰ منتشر کرد و پس از آن تا ۲۰۱۶ پنج آلبوم دیگر نیز منتشر کرد.